# Jan František Valášek
D. Jan František Valášek, O.Praem. (10. září 1901, Lutopecny – 30. března 1969) byl český (resp. moravský) římskokatolický duchovní, novoříšský premonstrát, perzekvovaný v době komunistického režimu.

## Životopis
Po maturitě v roce 1920 vstoupil do Tovaryšstva Ježíšova, v roce 1928 však přestoupil do řádu premonstrátů. Slavné sliby složil 2. února 1931, kněžské svěcení přijal v Innsbrucku 22. března 1931. V duchovní správě působil v Nové Říši a na Svatém Kopečku u Olomouce. V letech 1937 až 1946 byl administrátorem v Dlouhé Brtnici. Od 1. ledna 1947 byl jmenován farářem v Brně-Zábrdovicích, zde byl v roce 1952 zatčen a následně odsouzen na 13 let vězení.
Po amnestii v roce 1960 žil v Brně-Židenicích a ve zdejším kostele mohl sloužit mši svatou bez přítomnosti lidu. V roce 1969 mu byl udělen státní souhlas k výpomoci v duchovní službě v Šardicích a dalších farnostech. Zemřel krátce po duchovní obnově ve farnosti Babice u Velehradu, které se účastnil. 